# 나이트 에이전트
《나이트 에이전트》(영어: The Night Agent)는 2023년 3월 23일부터 넷플릭스에서 방영하고 있는 미국의 액션 스릴러 텔레비전 시리즈이다. 매슈 쿼크가 2019년에 펴낸 동명 소설이 원작이다.
시즌 1이 공개된 후 일주일도 채 지나지 않았을 때 시즌 2 제작이 결정되었다. 시즌 2 공개 전인 2024년 10월 시즌 3 제작이 결정되었다고 도보되었다.

## 개요
FBI 요원 피터는 국가 전복 음모를 막기 위해 숙모와 삼촌을 암살로 잃은 기술 회사 CEO 로즈를 보호하는 가운데 미국 정부 최상층부에 침투한 첩자를 색출해내야 한다.

## 출연
주연
- 게이브리얼 배소 - 피터 서덜랜드, 나이트 액션 프로그램에 발탁되어 백악관에서 일종의 전화교환원으로 일하는 FBI 특수 요원 역
- 루시아니 뷰캐넌 - 로즈 라킨, 나이트 액션 요원이었던 숙모와 삼촌을 동시에 여읜 사이버 보안 업체 운영가 역
- 폴라 에번스아킨볼라 - 첼시 애링턴, 매디 경호팀을 이끄는 비밀경호국 요원 역
- 세라 데자딘 - 매디 레드필드, 부통령 딸 역
- 이브 할로 - 엘런, 암살범 역
- 피닉스 레이 - 데일, 엘런과 함께하는 청부살인업자 역
- 엔리케 머시아노 - 벤 앨모라, 비밀경호국장 역
- D. B. 우드사이드 - 에릭 멍크스, 새로 매디 담당으로 임명된 비밀경호국 고참 요원 역
- 홍 차우 - 다이앤 파, 대통령 비서실장 역
- 어맨다 워런 - 캐서린 위버 역 (시즌 2)
- 베르토 콜론 - 솔로몬 역 (시즌 2)
- 루이스 허섬 - 제이컵 먼로 역 (시즌 2)

조연
- 안드레이 앤서니 - 콜린, 워싱턴 D.C. 지하철 폭파범 역
  - 안드레이 앤서니 - 머테이오, 콜린의 일란성 쌍둥이 형제 역
- 크리스토퍼 샤이어 - 레드필드 부통령 역
- 토비 레빈스 - 브리그스, 레드필드 경호팀 소속 비밀경호국 요원 역
- 벤 코튼 - 윅, 정부 계약 업체인 턴 레이크 인더스트리스 CEO 역
- 커리 매칫 - 트래버스 대통령 역
- 브리트니 스노 - 앨리스 역 (시즌 2)
- 테디 시어스 - 워런 역 (시즌 2)